# Pietro Sforza Pallavicino
Pietro Sforza Pallavicino, även Francesco Maria Sforza Pallavicino, född 28 november 1607 i Rom, död 5 juni 1667 i Rom, var en italiensk kardinal och historiker.

## Biografi

Istoria del Concilio di Trento, 1656-1657

Pietro Sforza Pallavicino tillhörde den inflytelserika släkten Pallavicino, som son till markis Alessandro Pallavicino av Parma och hans hustru Francesca Sforza. Såsom faderns äldste son hade Pietro Sforza primogenitur till faderns ställning i hemstaden, men han avsade sig alla jordiska anspråk för att inträda i kyrkans tjänst. I ungdomen blev han vän med Fabio Chigi som tog samma livsbeslut och sedermera blev påve med namnet Alexander VII.
1625 doktorerade Pallavicino i filosofi, och 1628 i teologi. Påve Urban VIII utnämnde honom bland annat till referendarius utriusque signaturæ ("referendarie för båda signaturerna"), och han var därtill en uppskattad poet och talskrivare innan han slutligen beslutade sig för att inträda i jesuitorden, vilket skedde 1637. Två år senare, när tiden som novis var över, blev han professor i filosofi vid Collegium Romanum. Vid kollegiet avancerade han så småningom till professor i teologi.
Påve Innocentius X anlitade Pallavicino för att ta ställning till jansenismen, och han var på eget bevåg en flitig teologisk författare med verk i vilka han försvarade jesuitorden, behandlar de kristna dogmerna, och granskar Summa theologica av Thomas av Aquino. Sedermera anlitade påven honom för att granska en historisk skildring av tridentinska mötet; hans eget verk i ämnet, Istoria del Concilio di Trento, var under flera hundra år kyrkans officiella historieskildring över frågan.
Sedan barndomsvännen Chigi blivit påve med namnet Alexander VII, utsågs Pallavicino till kardinal in pectore, den 9 april 1657, en upphöjelse som offentliggjordes ett år senare, 1658, då han förlänades San Salvatore in Lauro som titelkyrka. Kardinal Pallavicinos biografi över påven, Vita di Alessandro VII, är den primära källan till påvens liv och till drottning Kristinas första år i Rom.
Kardinal Pallavicino avled strax efter sin vän påven Alexander VII, medan påvestolen ännu var vakant. Han är begravd i Sant'Andrea al Quirinale på Quirinalen i Rom.

## På svenska
- Drottning Kristinas väg till Rom (La descrizione del primo viaggio fatto a Roma dalla regina di Svez) (översättning Karin och Monica Stolpe) (Italica, 1966)